# 籠原站
籠原站（日语：／ Kagohara eki */?）是東日本旅客鐵道（JR東日本）的鐵路車站，位於埼玉縣熊谷市新堀。
籠原站靠近高崎方向是高崎線其中一個車輛基地－高崎車輛中心籠原派出所。此外，由於本站以北路段的車站月台只能容納10輛基本編組列車，因此所有列車連結和分離的工作均在本站進行。基於以上原因，為了方便列車調度，所有原以附近熊谷站為起終點站（當時直接從車輛基地輸送至熊谷站）的列車均以本站為起終點站。
此外，由於本站是湘南新宿線高崎線－東海道線系統的主要終點站，因此遠及橫濱、大船、小田原等站均有「往籠原」的列車行駛方向顯示。再加上每年大東京地區來往高崎線的通宵列車服務均以本站為終點站，本站的知名度已達高崎線外乘客也知道的水平。

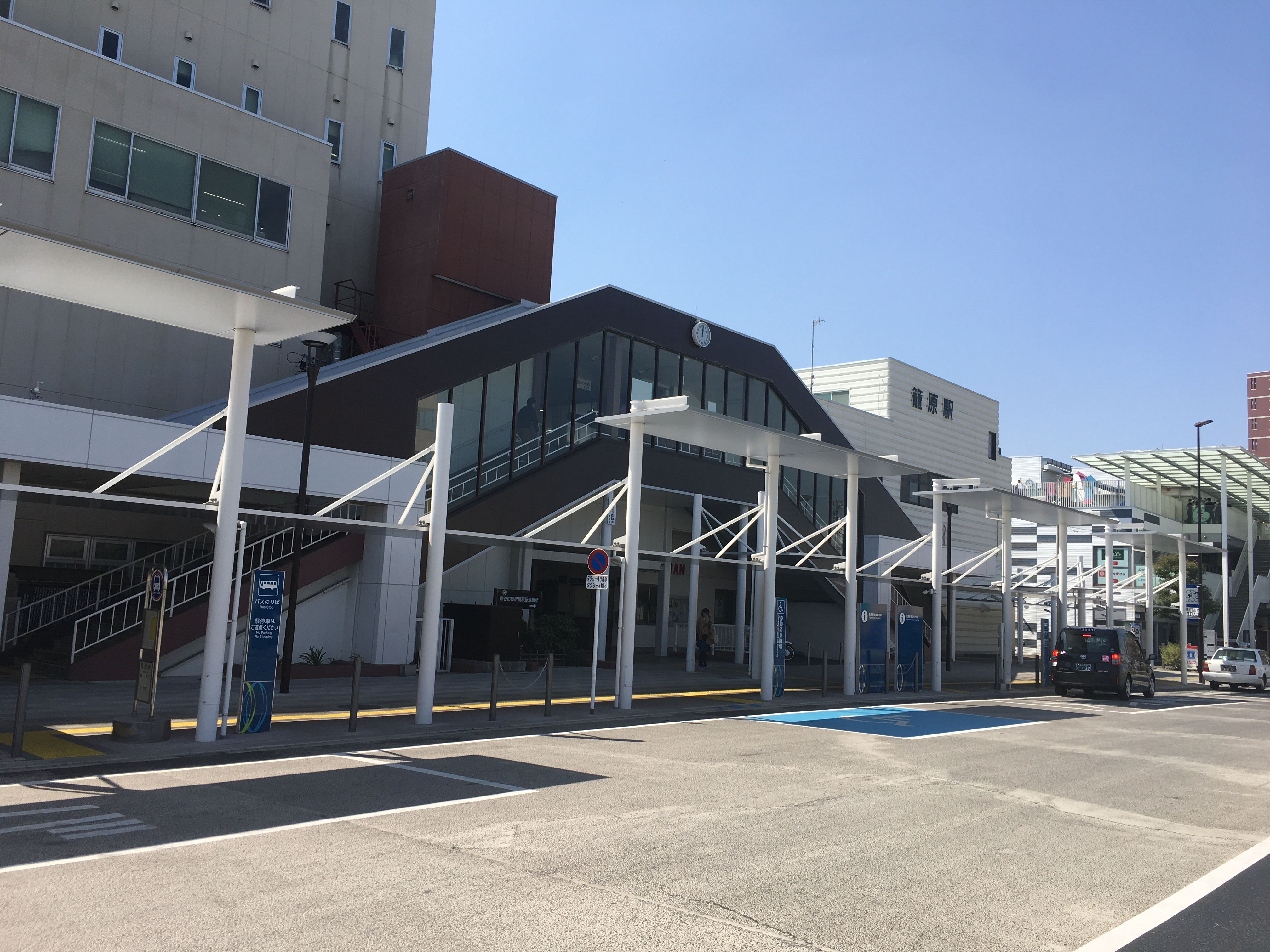
北口（2021年3月）

## 車站結構
本站是地面車站，站房採跨站式站房設計，月台設計為島式月台2面4線。車站已完成無障礙化改造。本站由JR東日本自行經營，站內設有綠色窗口（營業時間：6:00－21:00）、自動售票機及自動閘機。

### 月台配置
| 月台 | 路線    | 方向 | 目的地                                                      | 備註                                                                                               |
| ---- | ------- | ---- | ----------------------------------------------------------- | -------------------------------------------------------------------------------------------------- |
| 1、2 | ■高崎線 | 上行 | 大宮、東京、新宿、橫濱方向 （包括■湘南新宿線、■上野東京線） | 湘南新宿線的列車自大宮站經新宿站、武藏小杉站至大船站 上野東京線的列車經上野站至東京站 直通東海道線 |
| 3、4 | ■高崎線 | 下行 | 本庄、高崎、澀川、前橋方向                                  | |

（來源：JR東日本:車站構內圖 （页面存档备份，存于））

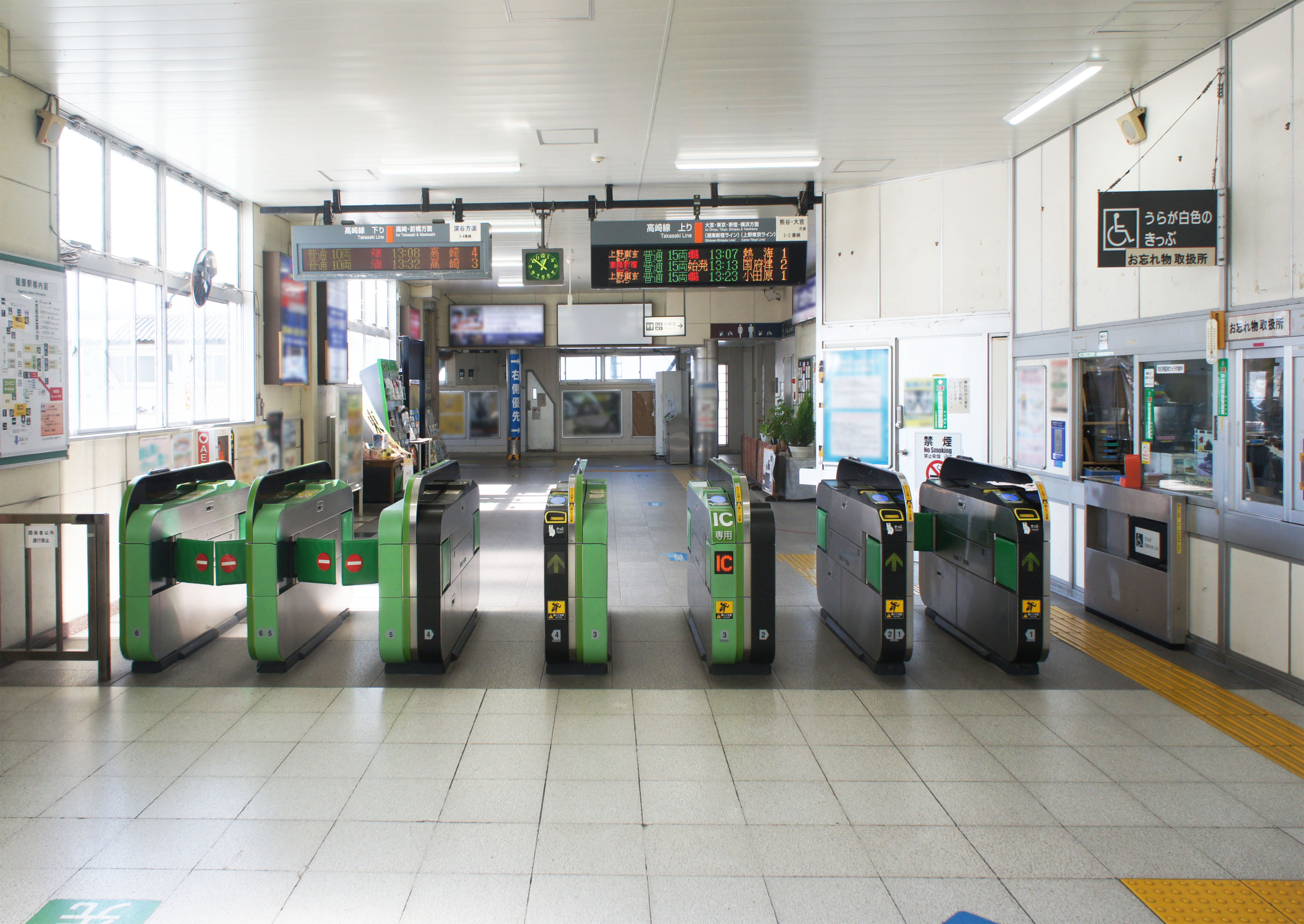
驗票口（2021年10月）
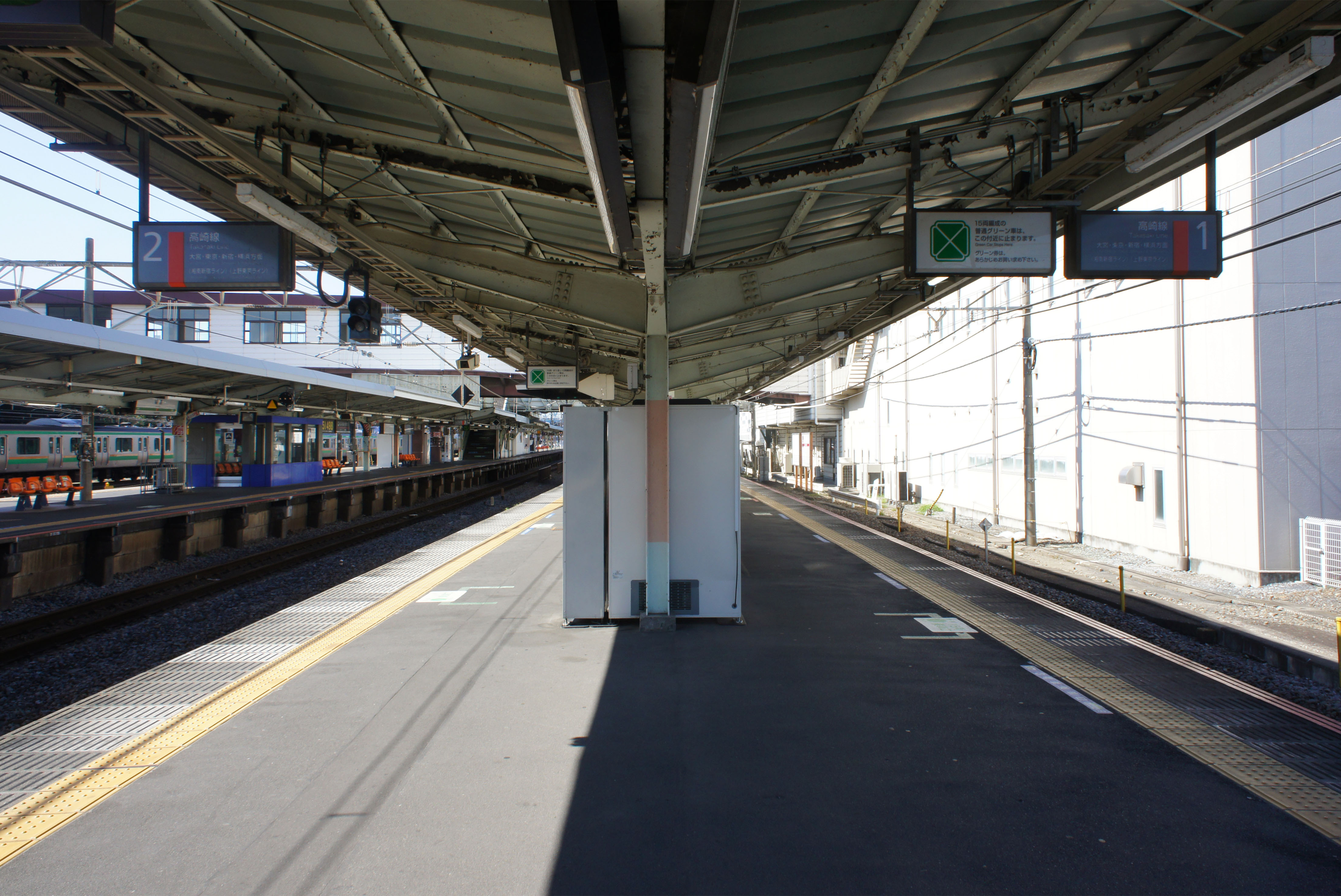
1號與2號月台（2021年10月）
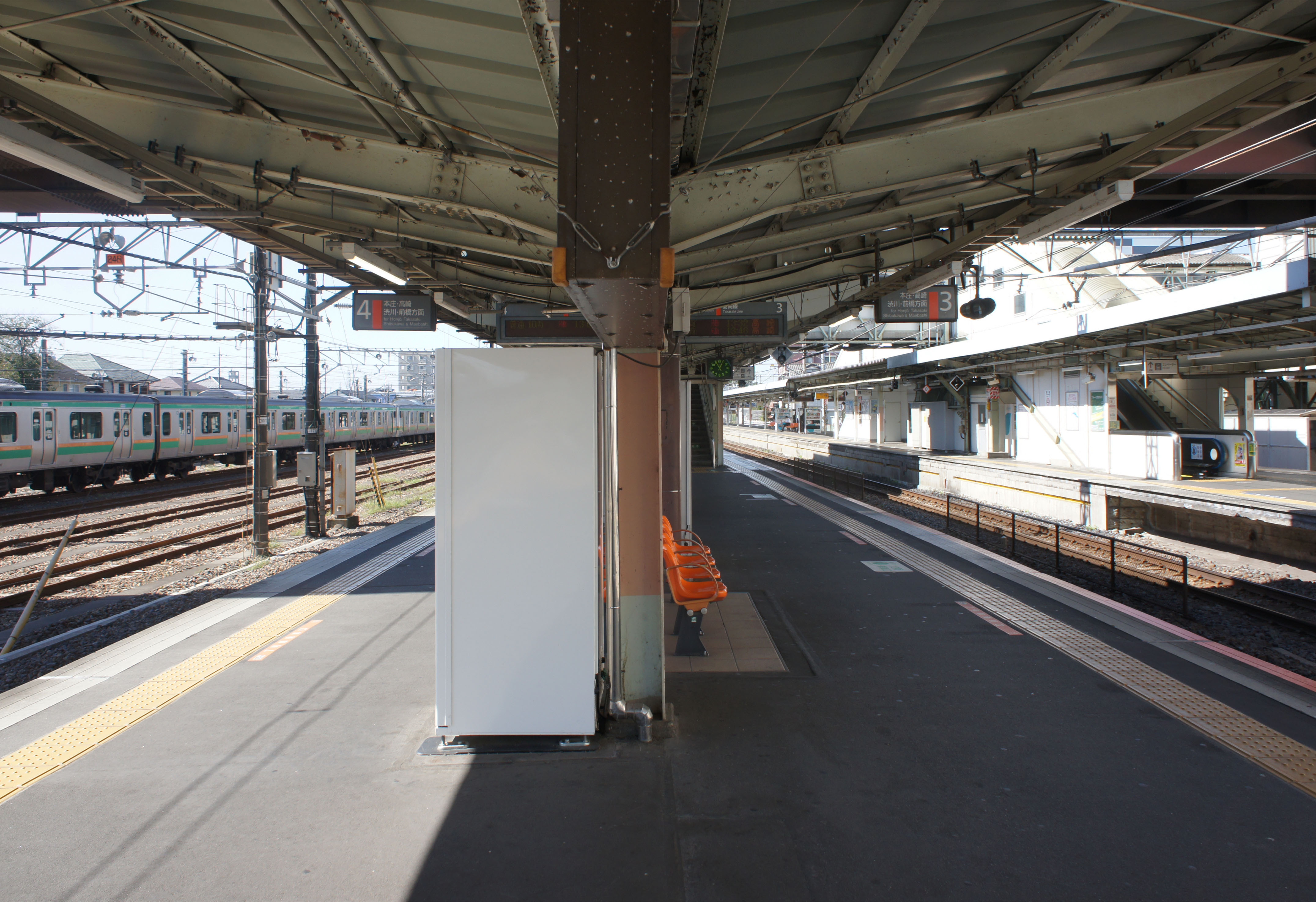
3號與4號月台（2021年10月）

## 使用情況
2019年（令和元年）度1日平均上車人次為14,920人。高崎線熊谷以北僅次於高崎站排行第2位。
近年1日平均上車人次推移如下表。
| 年度               | 1日平均 上車人次 | 來源     |
| ------------------ | ---------------- | -------- |
| 1990年（平成02年） | 10,777           |          |
| 1991年（平成03年） | 11,450           |          |
| 1992年（平成04年） | 11,816           |          |
| 1993年（平成05年） | 12,140           |          |
| 1994年（平成06年） | 12,392           |          |
| 1995年（平成07年） | 12,621           |          |
| 1996年（平成08年） | 13,122           |          |
| 1997年（平成09年） | 12,934           |          |
| 1998年（平成10年） | 13,072           |          |
| 1999年（平成11年） | 13,397           | [ * 1 ]  |
| 2000年（平成12年） | 13,529           | [ * 2 ]  |
| 2001年（平成13年） | 13,681           | [ * 3 ]  |
| 2002年（平成14年） | 13,709           | [ * 4 ]  |
| 2003年（平成15年） | 13,677           | [ * 5 ]  |
| 2004年（平成16年） | 13,854           | [ * 6 ]  |
| 2005年（平成17年） | 14,182           | [ * 7 ]  |
| 2006年（平成18年） | 14,563           | [ * 8 ]  |
| 2007年（平成19年） | 14,913           | [ * 9 ]  |
| 2008年（平成20年） | 15,000           | [ * 10 ] |
| 2009年（平成21年） | 14,925           | [ * 11 ] |
| 2010年（平成22年） | 14,860           | [ * 12 ] |
| 2011年（平成23年） | 14,862           | [ * 13 ] |
| 2012年（平成24年） | 14,804           | [ * 14 ] |
| 2013年（平成25年） | 15,097           | [ * 15 ] |
| 2014年（平成26年） | 14,716           | [ * 16 ] |
| 2015年（平成27年） | 14,863           | [ * 17 ] |
| 2016年（平成28年） | 14,845           | [ * 18 ] |
| 2017年（平成29年） | 15,054           | [ * 19 ] |
| 2018年（平成30年） | 15,077           | [ * 20 ] |
| 2019年（令和元年） | 14,920           |          |

## 歷史
- 1909年（明治42年）12月16日－本站開業，兼營客貨運業務。
- 1969年（昭和44年）12月15日－本站附近設立籠原電車區。
- 1983年（昭和58年）左右－沒有貨運列車班次停靠本站。
- 1987年（昭和62年）4月1日－國鐵分割民營化，本站由JR東日本和JR貨物接手管理。
- 1988年（昭和63年）12月1日－籠原電車區改成籠原運輸區。
- 2001年（平成13年）11月18日－智慧卡系統Suica正式投入服務。
- 2005年（平成17年）12月10日－籠原運輸區被併入高崎車輛中心編制，改稱高崎車輛中心籠原派出所。

## 相鄰車站
東日本旅客鐵道
■高崎線
■特別快速、■快速「Urban」、■普通
熊谷－籠原－深谷

### 使用情況
1. ↑  埼玉県統計年鑑 （页面存档备份，存于） - 埼玉県
2. ↑  熊谷市統計書 （页面存档备份，存于） - 熊谷市

JR東日本2000年度以後上車人次
1. ↑  各駅の乗車人員（2000年度） （页面存档备份，存于） - JR東日本
2. ↑  各駅の乗車人員（2001年度） （页面存档备份，存于） - JR東日本
3. ↑  各駅の乗車人員（2002年度） （页面存档备份，存于） - JR東日本
4. ↑  各駅の乗車人員（2003年度） （页面存档备份，存于） - JR東日本
5. ↑  各駅の乗車人員（2004年度） （页面存档备份，存于） - JR東日本
6. ↑  各駅の乗車人員（2005年度） （页面存档备份，存于） - JR東日本
7. ↑  各駅の乗車人員（2006年度） （页面存档备份，存于） - JR東日本
8. ↑  各駅の乗車人員（2007年度） （页面存档备份，存于） - JR東日本
9. ↑  各駅の乗車人員（2008年度） （页面存档备份，存于） - JR東日本
10. ↑  各駅の乗車人員（2009年度） （页面存档备份，存于） - JR東日本
11. ↑  各駅の乗車人員（2010年度） （页面存档备份，存于） - JR東日本
12. ↑  各駅の乗車人員（2011年度） （页面存档备份，存于） - JR東日本
13. ↑  各駅の乗車人員（2012年度） （页面存档备份，存于） - JR東日本
14. ↑  各駅の乗車人員（2013年度） （页面存档备份，存于） - JR東日本
15. ↑  各駅の乗車人員（2014年度） （页面存档备份，存于） - JR東日本
16. ↑  各駅の乗車人員（2015年度） （页面存档备份，存于） - JR東日本
17. ↑  各駅の乗車人員（2016年度） （页面存档备份，存于） - JR東日本
18. ↑  各駅の乗車人員（2017年度） （页面存档备份，存于） - JR東日本
19. ↑  各駅の乗車人員（2018年度） （页面存档备份，存于） - JR東日本
20. ↑  各駅の乗車人員（2019年度） （页面存档备份，存于） - JR東日本

埼玉縣統計年鑑
1. ↑  .   [2020-05-16]. （原始内容存档于2020-02-02）.
2. ↑  .   [2020-05-16]. （原始内容存档于2020-02-02）.
3. ↑  .   [2020-05-16]. （原始内容存档于2020-02-02）.
4. ↑  .   [2020-05-16]. （原始内容存档于2020-02-02）.
5. ↑  .   [2020-05-16]. （原始内容存档于2020-02-02）.
6. ↑  .   [2020-05-16]. （原始内容存档于2020-02-02）.
7. ↑  .   [2020-05-16]. （原始内容存档于2020-02-02）.
8. ↑  .   [2020-05-16]. （原始内容存档于2020-02-02）.
9. ↑  .   [2020-05-16]. （原始内容存档于2020-02-02）.
10. ↑  .   [2020-05-16]. （原始内容存档于2020-02-02）.
11. ↑  .   [2020-05-16]. （原始内容存档于2020-02-02）.
12. ↑  .   [2020-05-16]. （原始内容存档于2020-02-02）.
13. ↑  .   [2020-05-16]. （原始内容存档于2020-02-02）.
14. ↑  .   [2020-05-16]. （原始内容存档于2020-02-02）.
15. ↑  .   [2020-05-16]. （原始内容存档于2020-02-02）.
16. ↑  .   [2020-05-16]. （原始内容存档于2020-02-02）.
17. ↑  .   [2020-05-16]. （原始内容存档于2020-02-02）.
18. ↑  .   [2020-05-16]. （原始内容存档于2020-02-02）.
19. ↑  .   [2020-05-16]. （原始内容存档于2020-02-02）.
20. ↑  .   [2020-05-16]. （原始内容存档于2020-03-18）.

## 外部連結
- 車站資訊（籠原）：東日本旅客鐵道

36°10′29″N 139°19′50″E / 36.174665°N 139.330539°E